# Манстер (Техас)
Манстер (англ. Muenster) — місто (англ. city) в США, в окрузі Кук штату Техас. Населення — 1536 осіб (2020).

## Географія
Манстер розташований за координатами 33°39′11″ пн. ш. 97°22′32″ зх. д. / 33.65306° пн. ш. 97.37556° зх. д. (33.653029, -97.375693).  За даними Бюро перепису населення США в 2010 році місто мало площу 6,62 км², з яких 6,62 км² — суходіл та 0,01 км² — водойми.

## Демографія
Згідно з переписом 2010 року, у місті мешкали 1544 особи в 602 домогосподарствах у складі 405 родин. Густота населення становила 233 особи/км².  Було 643 помешкання (97/км²).
Расовий склад населення:
| - 97,7 % — білих - 0,6 % — азіатів - 0,3 % — корінних американців - 0,1 % — чорних або афроамериканців |

До двох чи більше рас належало 0,7 %. Частка іспаномовних становила 3,9 % від усіх жителів.
За віковим діапазоном населення розподілялося таким чином: 26,5 % — особи молодші 18 років, 55,7 % — особи у віці 18—64 років, 17,8 % — особи у віці 65 років та старші. Медіана віку мешканця становила 38,1 року. На 100 осіб жіночої статі у місті припадало 94,7 чоловіків;  на 100 жінок у віці від 18 років та старших — 90,1 чоловіків також старших 18 років.
Середній дохід на одне домашнє господарство  становив 87 787 доларів США (медіана — 59 667), а середній дохід на одну сім'ю — 104 406 доларів (медіана — 78 917). Медіана доходів становила 45 682 долари для чоловіків та 33 100 доларів для жінок. За межею бідності перебувало 9,9 % осіб, у тому числі 8,7 % дітей у віці до 18 років та 14,5 % осіб у віці 65 років та старших.
Цивільне працевлаштоване населення становило 833 особи. Основні галузі зайнятості: освіта, охорона здоров'я та соціальна допомога — 22,8 %, виробництво — 18,7 %, роздрібна торгівля — 15,1 %, мистецтво, розваги та відпочинок — 12,1 %.